# Zaświadczenie o samodzielności lokalu
Zaświadczenie o samodzielności lokalu – dokument urzędowy, potwierdzający, że dany lokal spełnia wymagania samodzielności lokalu zawarte w ustawie o własności lokali.

## Cel wydania zaświadczenia
Zaświadczenie o samodzielności lokalu jest niezbędne dla dokonania czynności wydzielenia lokalu, jako samodzielnej nieruchomości lokalowej, z nieruchomości głównej (gruntowej lub budynkowej). Przedmiotowe zaświadczenie stanowi bowiem załącznik do wniosku, składanego w wydziale ksiąg wieczystych właściwego sądu, o wydzielenie z księgi wieczystej nieruchomości głównej, nowej księgi wieczystej dla danego, samodzielnego lokalu. Wydzielenie lokalu jako odrębnej nieruchomości jest niezbędne do ustanowienia dla danego lokalu prawa odrębnej własności (z którym wiąże się współwłasność nieruchomości wspólnej).
W praktyce najczęściej czynność ta (wydzielenia nieruchomości lokalowej), dokonywana jest przez dewelopera lub spółdzielnię przy sprzedaży lokalu nowemu nabywcy, w nowo wybudowanym budynku bądź przy sprzedaży przez spółdzielnię lub gminę mieszkań dotychczasowym najemcom lokali.

## Źródła prawne
Wymóg urzędowego potwierdzenia samodzielności lokalu zawarty jest w ustawie z dnia 24 czerwca 1994 r. o własności lokali (Dz.U. z 2021 r. poz. 1048). Przepis art. 2 ust. 3 tej ustawy mówi, iż spełnienie wymagań samodzielności lokalu, określonych w art. 2 ust. 1a–2 przywołanej ustawy, stwierdza starosta (prezydent miasta na prawach powiatu) w formie zaświadczenia. Postępowanie prowadzące do uzyskania przedmiotowego zaświadczenia oparte jest na przepisach Kodeksu postępowania administracyjnego, a konkretnie art. 217 kpa i następnych. Delegację ustawową dla starosty (prezydenta miasta na prawach powiatu) do wykonywania zadań w tym zakresie określa ustawa z dnia 5 czerwca 1998 r. o samorządzie powiatowym (Dz.U. z 2022 r. poz. 528).
Zgodnie z przywołanym przepisem Kodeksu postępowania administracyjnego, zaświadczenie o samodzielności lokalu wydawane jest na wniosek osoby, która ma w uzyskaniu takiego zaświadczenia interes prawny. Organ wydający zaświadczenie (starosta, prezydent miasta na prawach powiatu) może:
- wydać zaświadczenie zgodnie ze złożonym wnioskiem – w tym przypadku nie przysługuje (od zaświadczenia) jakakolwiek droga odwoławcza dla osoby, która nie zgadzałaby się z treścią tego zaświadczenia, można jedynie zwrócić się o usunięcie drobnych błędów pisarskich w trybie kpa,
- odmówić wydania zaświadczenia – odmowa następuje w drodze postanowienia, na które służy zażalenie (art. 219 kpa).

Taką możliwość wydzielenia nieruchomości lokalowej konstytuuje Kodeks cywilny w art. 46 § 1, który mówi, iż nieruchomością może być także m.in. część budynku, jeżeli na mocy przepisów szczególnych stanowi odrębny od gruntu przedmiot własności. W tym przypadku takimi przepisami szczególnymi jest przywołana wyżej ustawa o własności lokali.

## Wniosek o wydanie zaświadczenia
Wniosek o wydanie zaświadczenia składa osoba, która ma interes prawny w uzyskaniu takiego zaświadczenia, czyli osoba, która chce wydzielić nieruchomość lokalową z nieruchomości głównej i ustanowić na nieruchomości lokalowej odrębną własność lokalu. Wniosek składa się do starosty (prezydenta miasta na prawach powiatu). Do wniosku załącza się dokumenty pozwalające stwierdzić spełnienie wymagań ustawowych dla samodzielności lokalu. Są to najczęściej:
- decyzja o pozwoleniu na użytkowanie budynku, w którym znajduje się lokal,
- rzut kondygnacji budynku z zaznaczeniem lokalu i ewentualnych pomieszczeń przynależnych (mogą to być oddzielne rzuty),
- oświadczenie, że po zakończeniu budowy nie zostały wprowadzone żadne zmiany,
- inne dokumenty, w zależności od potrzeb i wymagań poszczególnych urzędów, jak np.: pełnomocnictwo, pismo o nadaniu numerów porządkowych dla budynku, wypis i wyrys z rejestru gruntów, wyciągi z dokumentacji technicznej.

Wskazane jest, aby rzuty kondygnacji z zaznaczonym lokalem były podpisane przez osobę posiadająca uprawnienia budowlane lub rzeczoznawcy majątkowego zgodnie z art. 174 ust. 3a pkt 4 ustawy o gospodarce nieruchomościami z dnia 21 sierpnia 1997 r., potwierdzającą, że dany lokal jest samodzielnym lokalem – mimo że nie ma takiego wymogu wpisanego wprost w ustawie, w praktyce urzędy wymagają takiego podpisu.

## Zaświadczenie
Zaświadczenie zwykle ma formę arkusza A4. W nagłówku podane są informacje o organie wydającym zaświadczenie, numerze pisma oraz miejscowości i dacie wydania zaświadczenia. W nagłówku po słowie „Zaświadczenie” podany jest numer zaświadczenia. Następnie określona jest podstawa prawna z powołaniem się na wyżej opisane przepisy, jak również na wniosek i złączone do wniosku dokumenty. Dalej po stwierdzeniu „zaświadczam, że” określa się lokal, dla którego wydawane jest zaświadczenie (adres i numer lokalu, oznaczenia z ewidencji gruntów i budynków), i pomieszczenia wchodzące w skład lokalu, po czym stwierdza się „jest samodzielnym lokalem”:
- „mieszkalnym”, lub
- „przeznaczonym na cele inne niż mieszkalne”,

w zależności od rodzaju lokalu, dla którego złożono wniosek.
Za tym potwierdzeniem umieszcza się informację o opłatach, kto otrzymuje egzemplarze zaświadczenia (zwykle wnioskodawca i organ administracji wydający zaświadczenie) oraz podpis osoby działającej w imieniu organu wydającego zaświadczenie.